# Amazonen-Werke
Amazonen-Werke H Dreyer GmbH & Co. KG is een Duitse fabrikant van agrarische machines. Het bedrijf en de fabriek zijn gegrondvest in 1883 door Heinrich Dreyer en de locatie van de hoofdfabriek is in Hasbergen-Gaste, vlak bij Osnabrück.
Amazone produceert een breed programma van producten, kunstmeststrooiers, spuitmachines, zaaimachines, grondbewerkingsmachines, machines voor beheer van sportvelden en parken en meer. Het logo is een Amazone met pijl-en-boog op een paard. De agrarische machines worden voorgesteld door een oranje logo, en de hovenierslijn door een groen logo. De agrarische machines hebben een groen-oranje kleurschema; de hovenierslijn is groen met beige.

## Geschiedenis

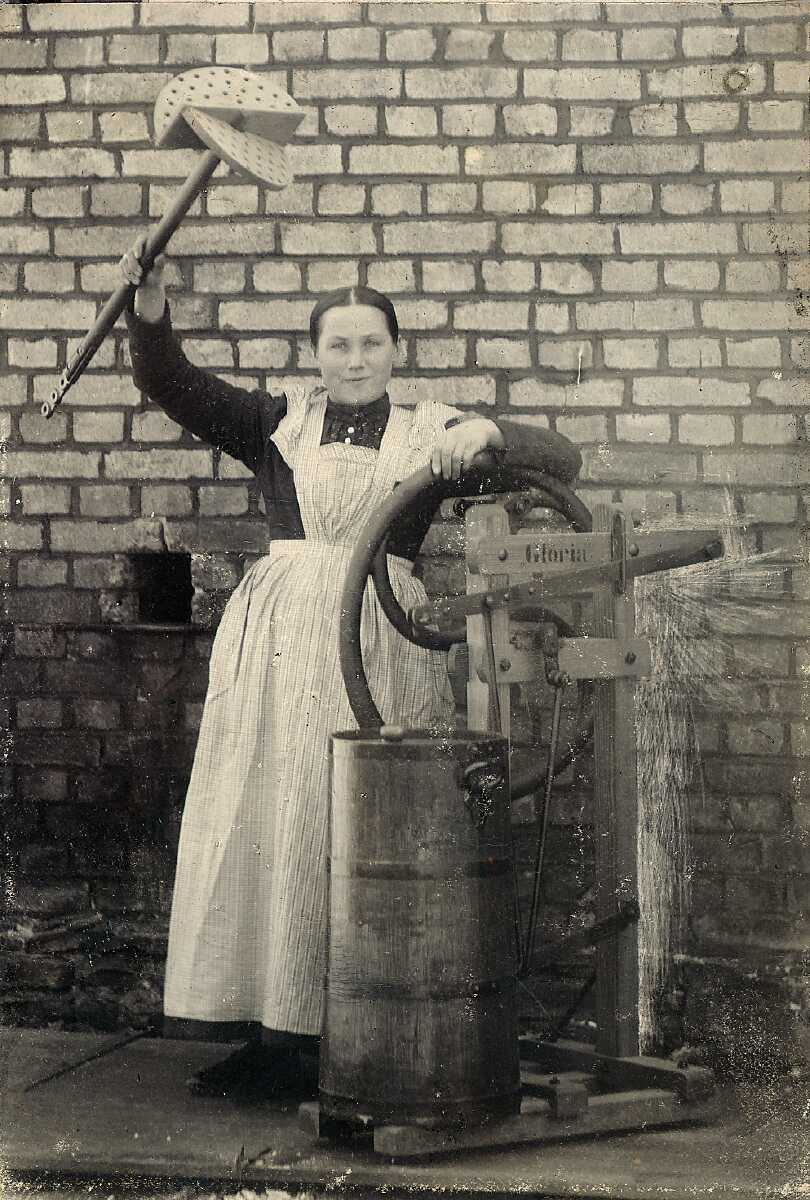
Frau Dreyer als de eerste Amazone

Heinrich Dreyer begon het bedrijf in 1883, alhoewel de familie Dreyer al eerder met het maken van machines begonnen was. De eerste machines die in productie gingen, waren graanschoonmaakmachines, later ploegen, cultivators en aardappelsorteermachines.
Toen Dreyer zijn succesvolle machines een naam wilde geven, vroeg hij een vriend, een leraar in Gaste, om advies. De vriend antwoordde dat de machines heel mooi en sterk leken, wat hem herinnerde aan de Amazone; in de Griekse mythologie een heldin en sterke, mooie vrouw.
In 1915 werd de eerste kunstmeststrooier op de markt gebracht. Al vrij spoedig begon Heinrich zijn machines te exporteren; in 1906 werden de eerste graanschoonmaakmachines verkocht naar Valparaíso in Chili. Zijn slagzin: "We moeten naar de buitenland" (om te verkopen) werd bekendgemaakt.
In 1942 werd de eerste aardappelrooier geïntroduceerd, in 1949 de zaaimachines, en 1959 een mestverspreider. In 1960 werden de dubbele-schijf-ZA-kunstmeststrooiers en D4-zaaimachines een groot succes, wat Amazone hielp marktleider te worden. In 1967 begon het bedrijf met ploegen en landbewerkingsmachines en ontwikkelde het de eerste door een 'Amazone-aftakas' aangedreven machines die in combinatie met een zaaimachine werkten. Later, na de Duitse hereniging van Oost en West, werd een variëteit van passieve grondbewerkingsmachines op de markt gebracht door de overname van BBG.

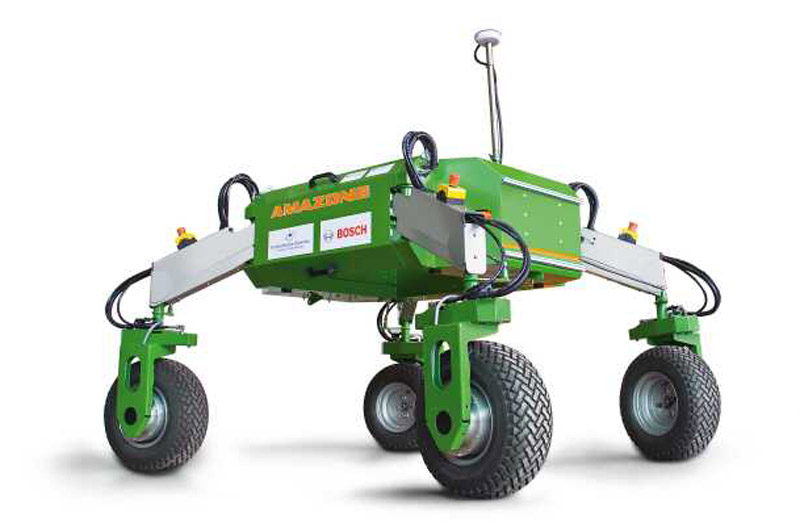
Amazone BoniRob Veldrobot ontwikkelingsproject

In 2009 nam Amazone een fabriek in Hude over voor de productie van grote zaaimachines en begon met een productielocatie in Leeden, vlak bij Tecklenburg, met de ontwikkeling van een autonome spuitmachine, de Pantera. Ook de Bonirob, een autonome robot, werd geïntroduceerd, in samenwerking met de Hochschule Osnabrück, Robert Bosch GmbH en andere partners.
In januari 2010 werd een nieuwe testhal voor kunstmeststrooiers geopend in Hasbergen-Gaste. Deze hal helpt het bedrijf complete strooitesten te doen met een werkbreedte tot en met 72 meter. Ook kunnen daar nieuwe kunstmestsoorten bestudeerd worden. Deze informatie kan dan snel in de database beschikbaar gesteld worden, zodat klanten die vragen hoe ze hun machines moeten afstellen gemakkelijk een accuraat antwoord kunnen krijgen. Deze testhal is uniek en bestaat uit een laboratorium, waar alle verschillende kunstmeststoffen met een wereldwijd gebruik worden getest. Amazone is de enige middelgrote fabrikant die zo'n testhal heeft.
In februari 2011 werd de opslagtechnologie, een afdeling van Amazone gespecialiseerd in grote opslaggebouwen, verkocht aan een nieuw gevormd bedrijf, AM Technik GmbH.

## Organisatie

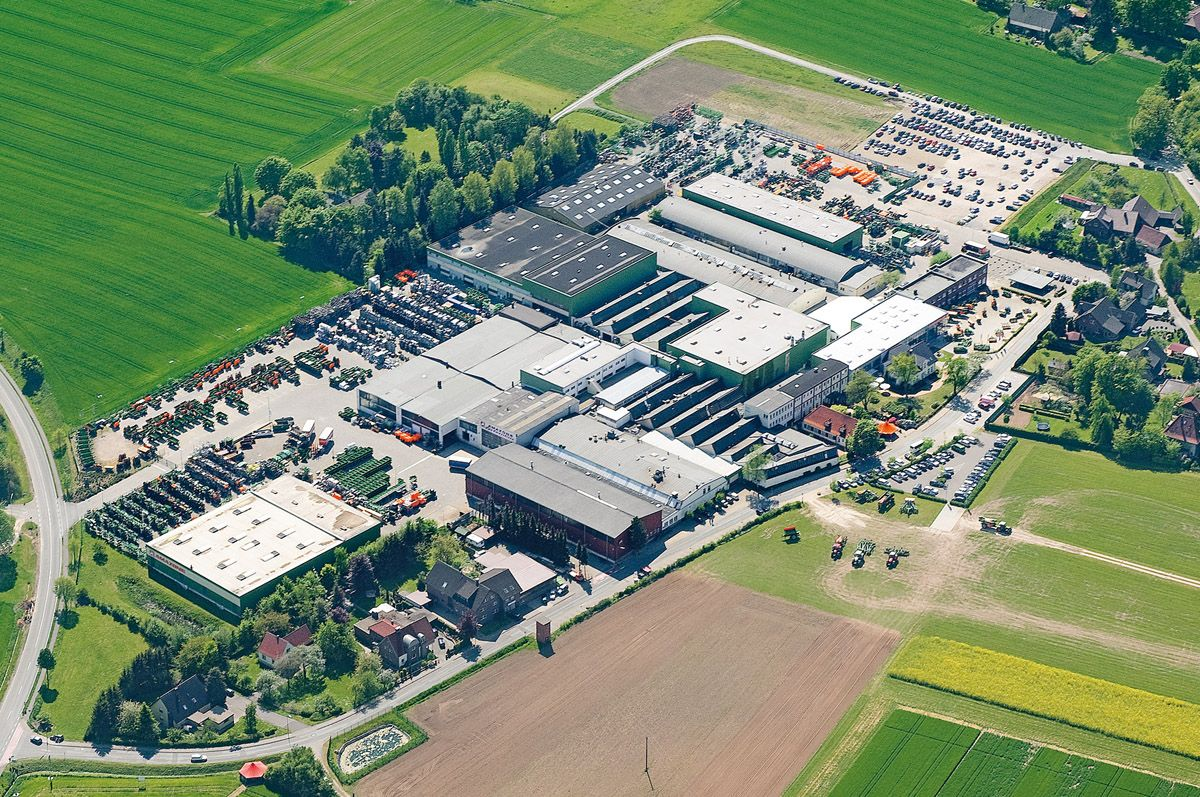
Amazone hoofdkantoor in Hasbergen-Gaste vlak bij Osnabrück, Duitsland

Heinrich Dreyer, de oprichter van het bedrijf, had twee zonen. Besloten werd dat elke zoon voor 50% eigenaar werd. In de derde generatie kon maar één kind van elke zoon in het bedrijf komen. Amazone wordt nu geleid door de vierde generatie Dreyers: Christian Dreyer (zoon van Klaus Dreyer) en Justus Dreyer (zoon van Heinz Dreyer). Beide vaders zijn ook nog actief in het bedrijf. Er werken ongeveer 1500 werknemers. Amazone exporteert zijn producten naar meer dan 70 landen, het exportpercentage was 75% in 2009. De meeste klanten zijn boeren, loonwerkers, co-operaties, gemeenten en parken.
Amazone heeft fabrieken in de volgende plaatsen:
- Hude, Duitsland
- Forbach, Frankrijk - hoveniersmachines en sportvelden)
- Leipzig, Duitsland - grond bewerking
- Leeden bij Tecklenburg, Duitsland
- Samara, Rusland

In Duitsland heeft Amazone kantoren in Rendsburg, Gottin, Winningen-Mosel, Altheim-Landshut en Gablingen.
Er zijn zes verkoopvestigingen in Europa: Engeland, Frankrijk, Polen, Hongarije en Rusland.

## Producten
Enkele producten van Amazone:

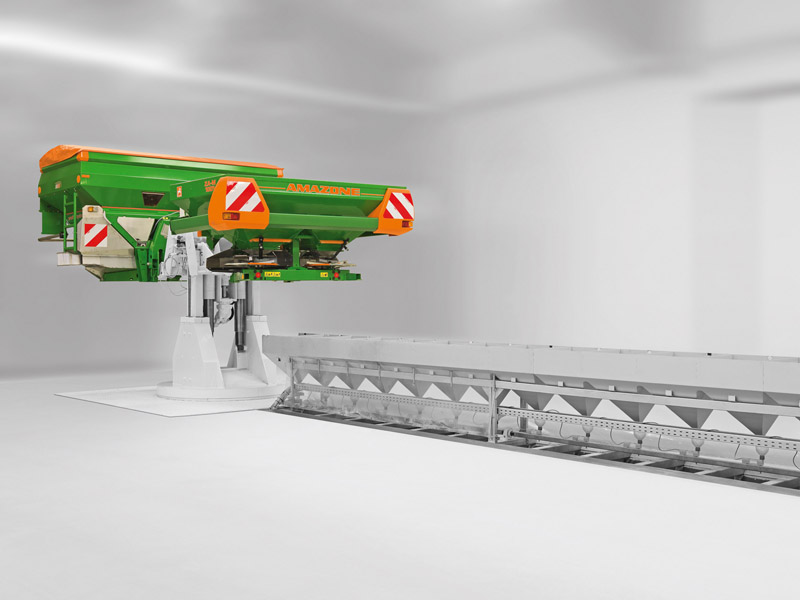
Amazone testhal ZA-M effect
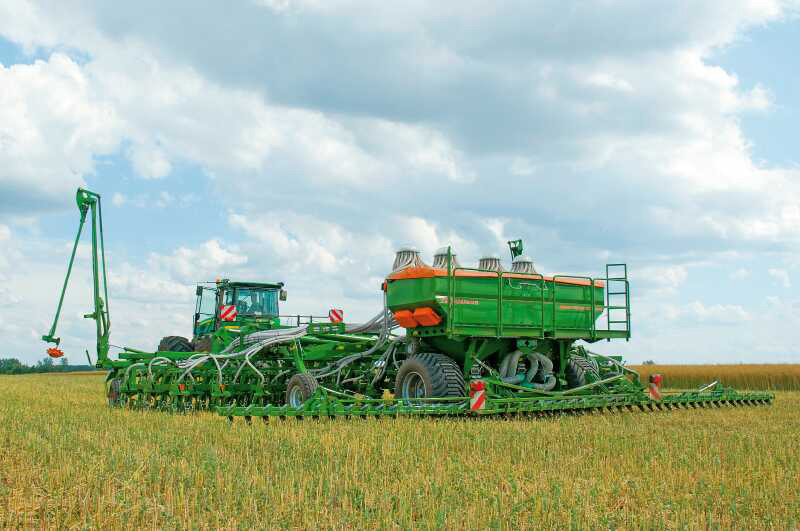
Amazone DMC Primera 12000 zaaimachine
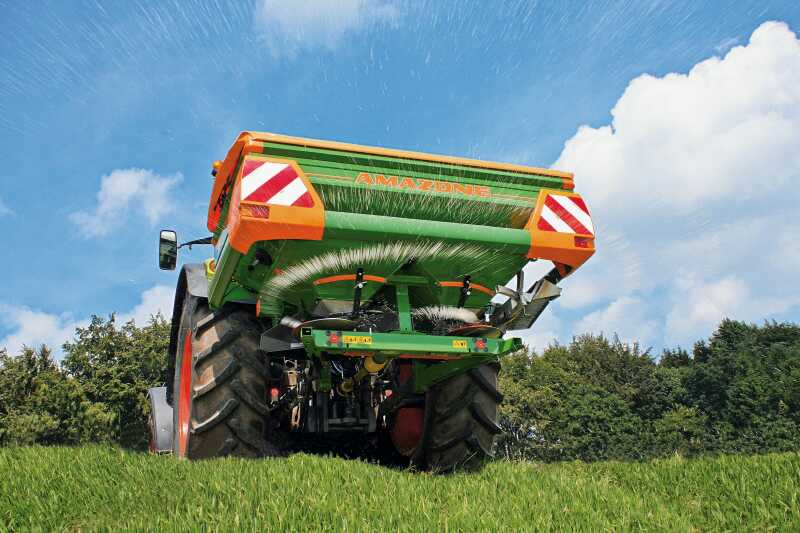
Amazone ZA-M 1001 kunstmeststrooier
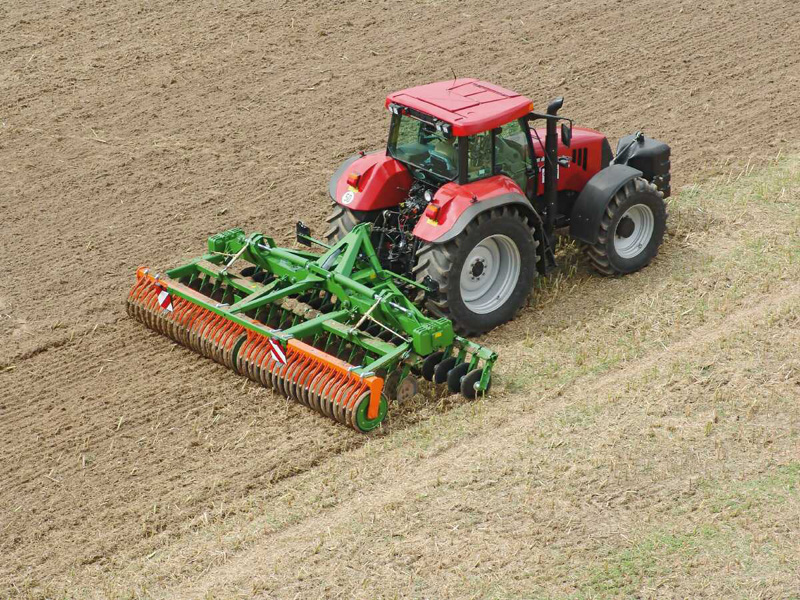
Amazone Catros 5001-2 in het veld
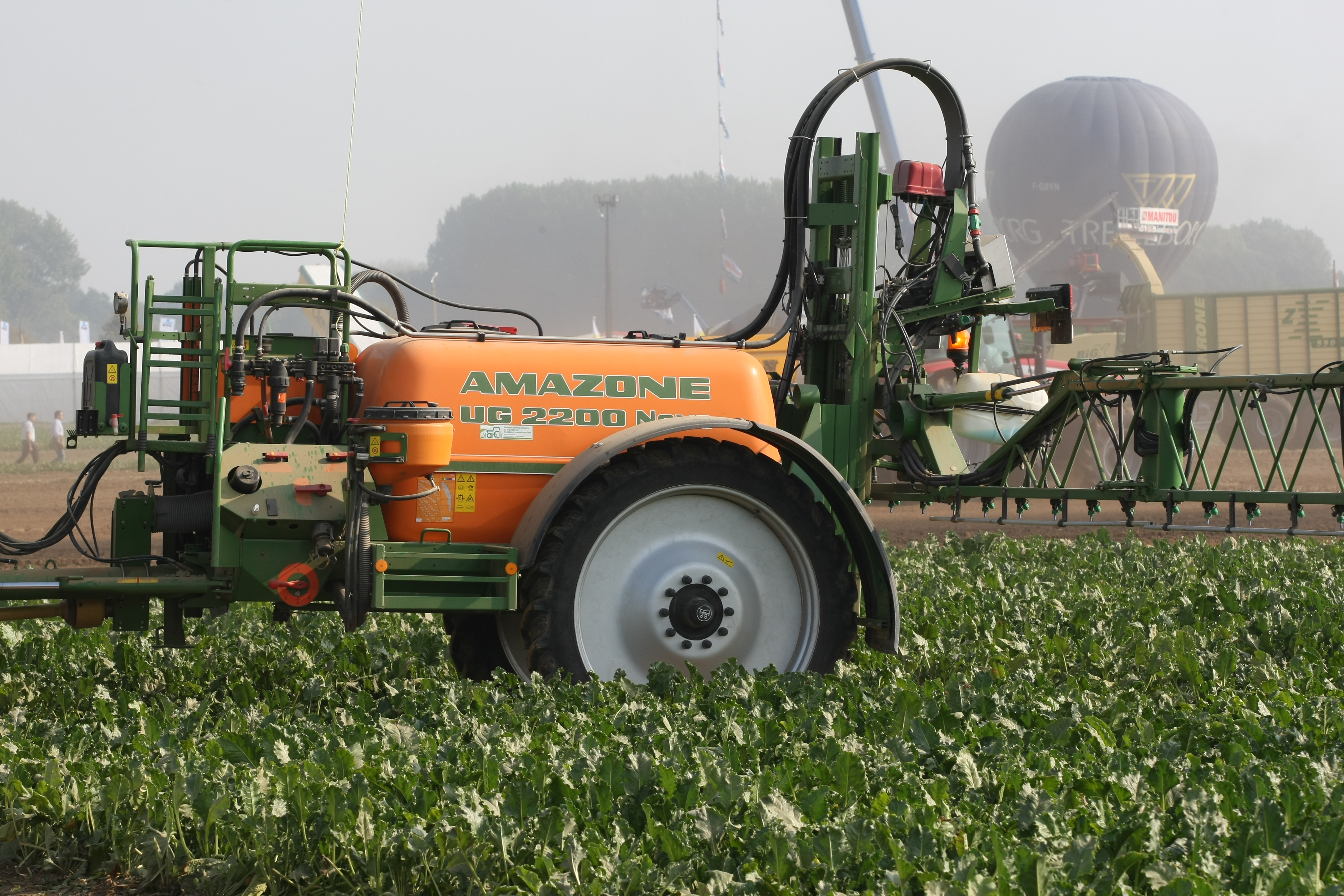
Amazone UG spuitmachine
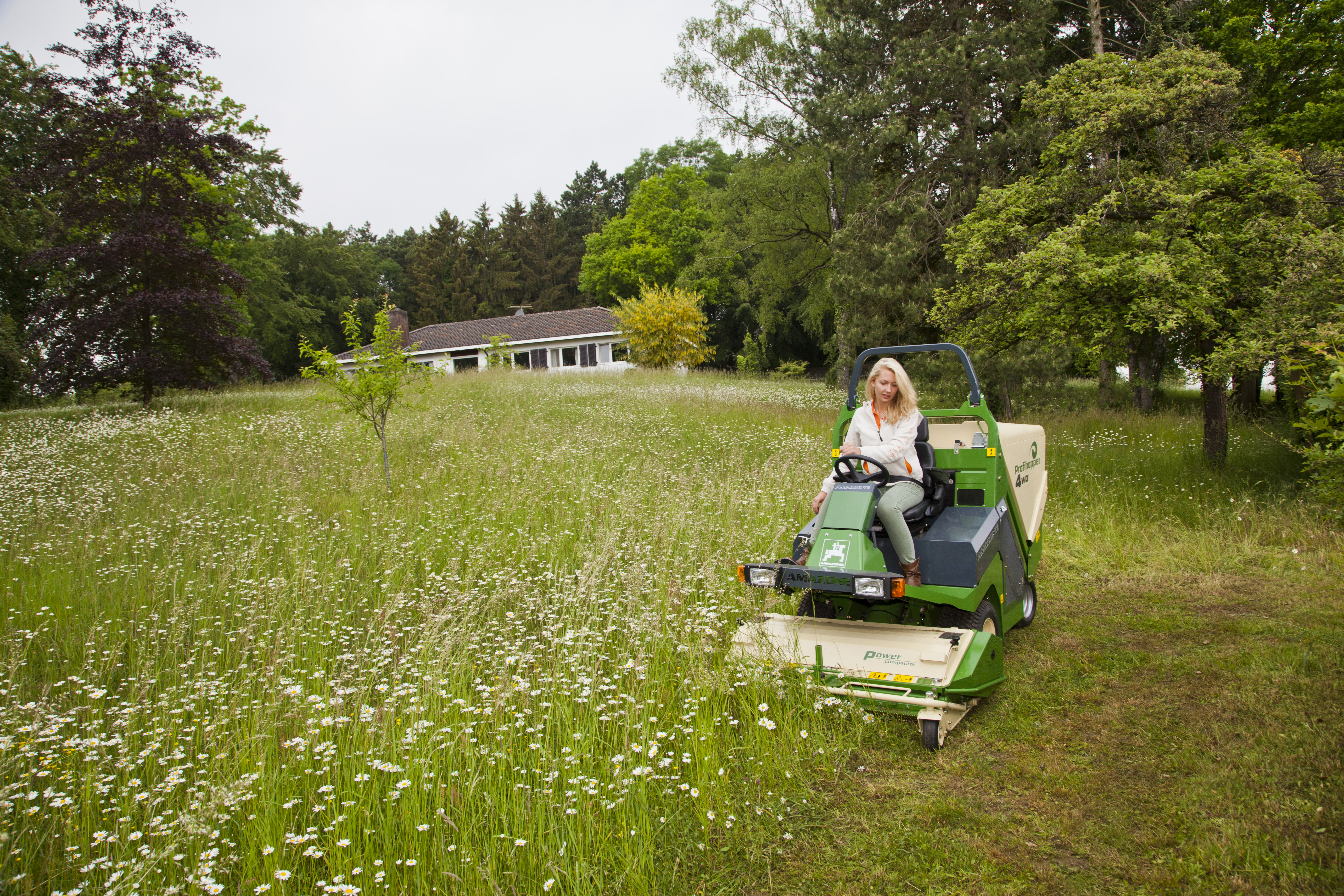
Amazone 4WDi Profihopper